# Ресмірешть (комуна)
Ресмірешть, Ресмірешті (рум. Răsmirești) — комуна у повіті Телеорман в Румунії. До складу комуни входять такі села (дані про населення за 2002 рік):
- Луденяска (203 особи)
- Ресмірешть (996 осіб) — адміністративний центр комуни

Комуна розташована на відстані 65 км на південний захід від Бухареста, 18 км на схід від Александрії, 144 км на схід від Крайови.

## Населення
За даними перепису населення 2002 року у комуні проживали 1199 осіб.
Національний склад населення комуни:
| Національність | Кількість осіб | Відсоток |
| -------------- | -------------- | -------- |
| румуни         | 1187           | 99,0%    |
| цигани         | 11             | 0,9%     |
| німці          | 1              | 0,1%     |

Рідною мовою назвали:
| Мова      | Кількість осіб | Відсоток |
| --------- | -------------- | -------- |
| румунська | 1198           | 99,9%    |
| німецька  | 1              | 0,1%     |

Склад населення комуни за віросповіданням:
| Релігія       | Кількість осіб | Відсоток |
| ------------- | -------------- | -------- |
| православні   | 1190           | 99,2%    |
| бретрени      | 8              | 0,7%     |
| римо-католики | 1              | 0,1%     |